# Мургово
Мургово (болг. Мургово) — село в Болгарии. Находится в Кырджалийской области, входит в общину Кырджали. Население составляет 321 человек.

## Политическая ситуация
В местном кметстве Мургово, в состав которого входит Мургово, должность кмета (старосты) исполняет Алиосман  Хасан Юсеин (Движение за права и свободы (ДПС)) по результатам выборов правления кметства.
Кмет (мэр) общины Кырджали — Хасан Азис (Движение за права и свободы (ДПС)) по результатам выборов в правление общины.